# Episodi di Merlí: Sapere Aude (seconda stagione)
La seconda ed ultima stagione di Merlí: Sapere Aude, composta da 8 episodi, verrà trasmessa in anteprima in Spagna via streaming su Movistar+ dal 2 aprile al 7 maggio 2021.
La stagione è stata distribuita in Italia su Netflix a partire dal 9 settembre 2022.
| n° | Titolo originale      | Titolo italiano | Prima TV Spagna | Prima TV Italia  |
| -- | --------------------- | --------------- | --------------- | ---------------- |
| 1  | Un pálido punto azul  | Episodio 1      | 2 aprile 2021   | 9 settembre 2022 |
| 2  | O Fortuna, velut luna | Episodio 2      | 2 aprile 2021   | 9 settembre 2022 |
| 3  | La cigüeña            | Episodio 3      | 9 aprile 2021   | 9 settembre 2022 |
| 4  | Coches inteligentes   | Episodio 4      | 16 aprile 2021  | 9 settembre 2022 |
| 5  | Llorir                | Episodio 5      | 23 aprile 2021  | 9 settembre 2022 |
| 6  | Vida normal           | Episodio 6      | 30 aprile 2021  | 9 settembre 2022 |
| 7  | Quemar el libro       | Episodio 7      | 7 maggio 2021   | 9 settembre 2022 |
| 8  | Maestros              | Episodio 8      | 7 maggio 2021   | 9 settembre 2022 |